# 柳少惠
柳少惠（英語：Shaohui David Liu，1964年11月3日—)，瑞典华侨企业家，瑞京华人协会会长，中国侨联青年委员会海外委员、浙江省政协委员，瑞典“浙商回归工作处”负责人。